# Dimitri Leliushenko
Dimitri Danilovich Leliushenko (en ruso: Дми́трий Дани́лович Лелюше́нко, en ucraniano: Дмитро́ Дани́лович Лелюше́нко; Mechetinskaya, Imperio ruso, 20 de octubrejul./ 2 de noviembre de 1901greg. - Moscú, Unión Soviética, 20 de julio de 1987) fue un destacado comandante militar soviético, comandante de tropas blindadas del Ejército Rojo durante la Segunda Guerra Mundial, donde alcanzó el grado militar de general del ejército (1959). Así mismo, fue condecorado dos veces con el título de Héroe de la Unión Soviética (7 de abril de 1940 y 5 de abril de 1945), Héroe de Checoslovaquia (30 de mayo de 1970). Fue miembro del PCUS desde 1924 y candidato de Ciencias Militares (1951).

## Biografía

### Infancia y juventud
Dimitri Leliushenko nació el 2 de noviembre de 1901, en la granja Novokuznetsovka, en el pueblo de Mechetinskaya (actualmente raión de Zernograd del óblast de Rostov). En el seno de una familia de campesinos pobres procedentes de un pueblo vecino. Era el hijo menor de una familia numerosa (siete hijos). De origen ucraniano. Desde los nueve años trabajó como peón en verano, y estudiaba en invierno, en 1912 se graduó en la escuela rural de su pueblo natal.

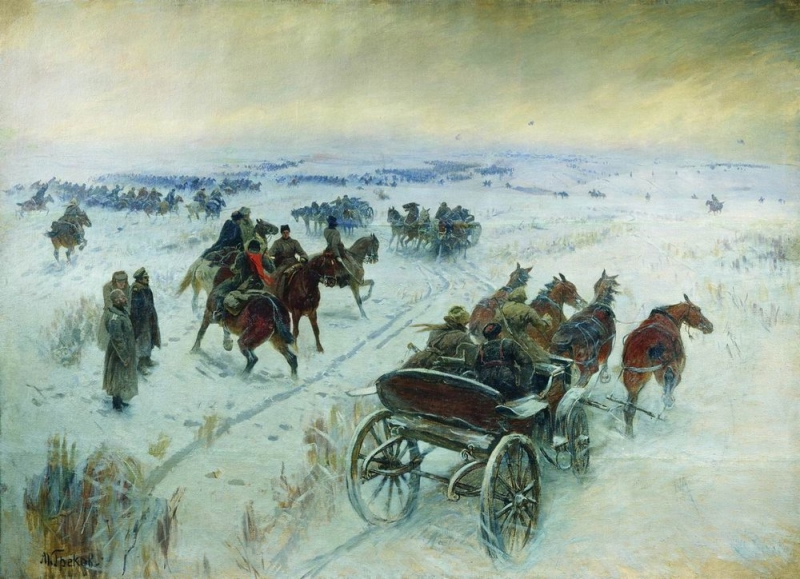
Óleo sobre lienzo que representa la Batalla de Egorlyk. (1920)

El 28 de abril de 1919, se alistó voluntario en las filas del Ejército Rojo - luchó en el 21.º Regimiento de Caballería de la 4.ª División de Caballería como parte del 10.º Ejército, y desde noviembre de 1919 - como parte del 1.er Ejército de Caballería. Participó en batallas en el área de Tsaritsyn, además combatió en la contraofensiva de agosto del Frente Sur (14 de agosto - 12 de septiembre de 1919), en la Operación Vorónezh - Kastornoye (1919), en la región ucraniana del Dombás, en la Operación Rostov - Novocherkassk (6 al 10 de enero de 1920), en la Operación del Cáucaso Norte (1920), en la Batalla de Egorlyk (25 de febrero - 2 de marzo de 1920), en la guerra soviético-polaca, en la Operación Taurida del Norte contra el Ejército Blanco del barón Piotr Wrangel y en el asedio de Perekop (1920) en la península de Crimea, contra los restos del Ejército Blanco de Piotr Wrangel, así mismo, tomó parte en batallas contra el Ejército Negro de Néstor Majnó.
En el curso de todas esta operaciones fue herido y dos veces recibió una descarga eléctrica, y dos de sus caballos murieron en combate.

### Período de entreguerras
Al final de la guerra civil, permaneció en el servicio militar. Sirvió en el mismo 21.º Regimiento de Caballería, que pasó a formar parte del Distrito Militar de Petrogrado (Gátchina). En 1925 se graduó de la Escuela Político-Militar de Engels, en Leningrado, posteriormente regresó a su 21.º regimiento de caballería como instructor político de un escuadrón de ametralladoras. En 1927, aprobó los exámenes para el curso completo de la 2.ª Escuela de Comando de Caballería de Leningrado como estudiante externo, continuó sirviendo en el 21.º Regimiento de Caballería: en 1928 trabajó como comisario político de una escuela de regimiento, posteriormente fue comisario de un escuadrón independiente de caballería, y en 1929 fue comisario de un regimiento.
En 1929, ingresó en la Academia Militar Frunze, en 1933 se graduó de ella. Desde 1933 se desempeñó como subjefe del departamento operativo de la sede de la 1.er brigada mecanizada «K.B. Kalinovsky» acantonada en el Distrito Militar de Moscú, después de lo cual fue sucesivamente comandante de una compañía de tanques, jefe del departamento operativo de la 13.º brigada mecanizada del 1.er cuerpo mecanizado, y comandó un batallón de tanques de entrenamiento (Kaluga).

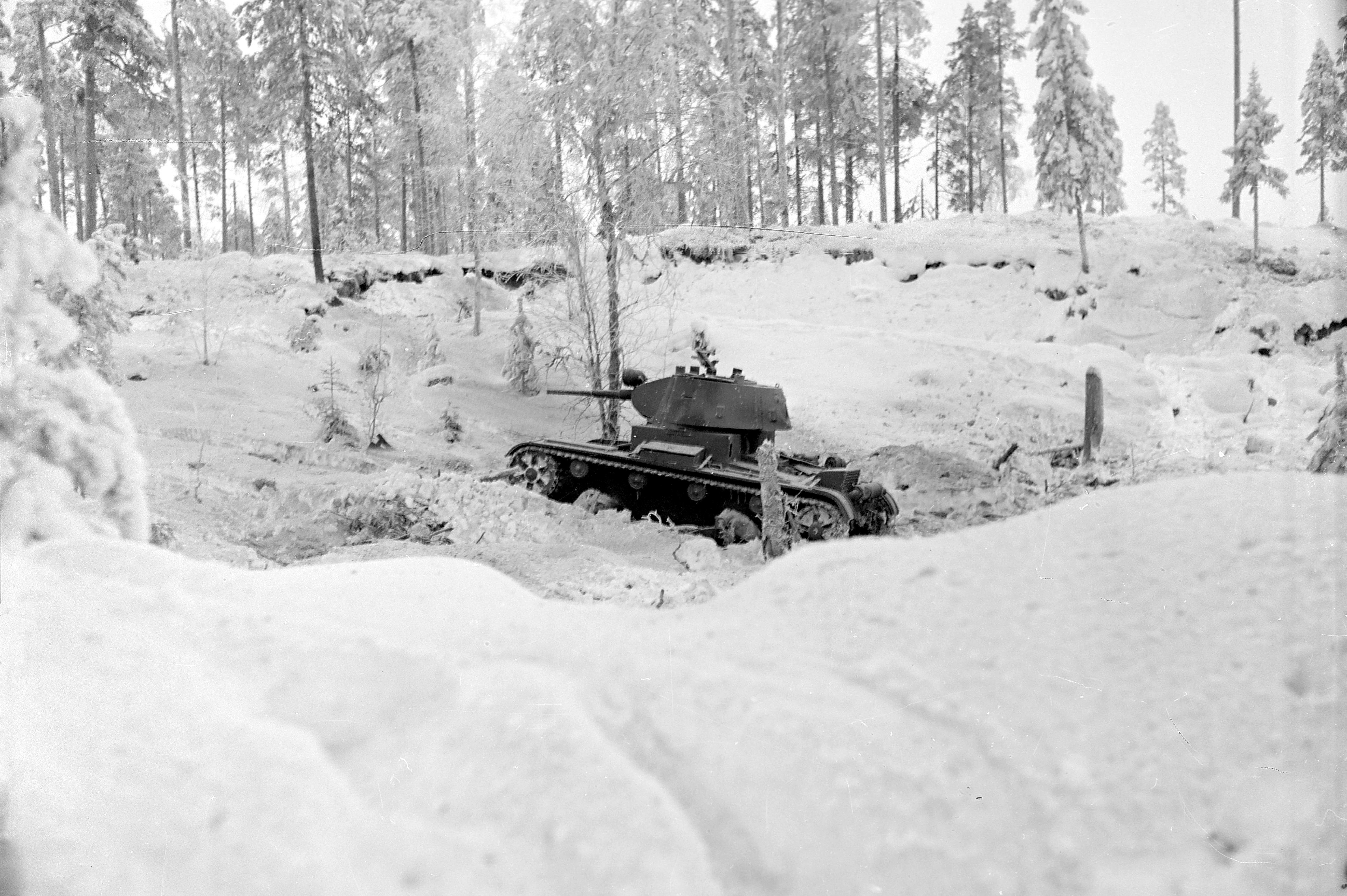
Un tanque soviético T-26 durante los combates en la Línea Mannerheim

En 1937, fue nombrado jefe del departamento de entrenamiento de combate de las fuerzas blindadas del Distrito Militar de Moscú, desde 1938, comandante del 3.er regimiento de tanques de entrenamiento (Riazan). Desde 1939, estuvo al mando de la 39.ª Brigada Independiente de tanques de la Reserva del Alto Mando. Al frente de la brigada en septiembre de 1939, participó en la Invasión Soviética de Polonia. Luego, al frente de la brigada, participó en la Guerra de Invierno contra Finlandia. Durante las batallas con los finlandeses, los tanquistas del coronel Leliushenko ayudaron activamente a las unidades del 23.º Cuerpo de Fusileros a romper las defensas finlandesas en la Línea Mannerheim. Al final de las hostilidades, se le otorgó el título de Héroe de la Unión Soviética, además su brigada recibió la Orden de Lenin.
Después de la Guerra de Invierno fue nombrado, comandante de la 1.ª División de Fusileros Motorizados proletarios de Moscú del 7.º Cuerpo Mecanizado, que se estaba formando en el Distrito Militar de Moscú. En junio de 1940, la división participó en la incursión de las tropas soviéticas en los estados bálticos que daría como resultado la anexión de estos a la Unión Soviética, en septiembre fue devuelta a su lugar de despliegue permanente en Moscú. En marzo de 1941, el mayor general Dimitri Leliushenko asumió el mando del 21.º Cuerpo Mecanizado del Distrito Militar de Moscú. A principios de junio de 1941, el cuerpo fue trasladado al área de las ciudades de Idritsa y Opochka.

### Segunda Guerra Mundial
Al inicio de la invasión alemana de la Unión Soviética, continuaba al mando del 21.º Cuerpo Mecanizado. Esta formación soviética típica de las primeras fases de la guerra consistía, en ese momento, en dos divisiones de tanques y una división de fusileros motorizados. Los tanques del cuerpo eran todos de los modelos BT-7 y T-26; los nuevos modelos T-34 y KV-1 que más tarde causarían tantos problemas a las fuerzas alemanas aún no estaban disponibles en cantidad suficiente. Con el estallido de la Segunda Guerra Mundial, el cuerpo fue transferido al Frente Noroeste y participó en la operación defensiva estratégica del Báltico.

#### Operación Barbarroja

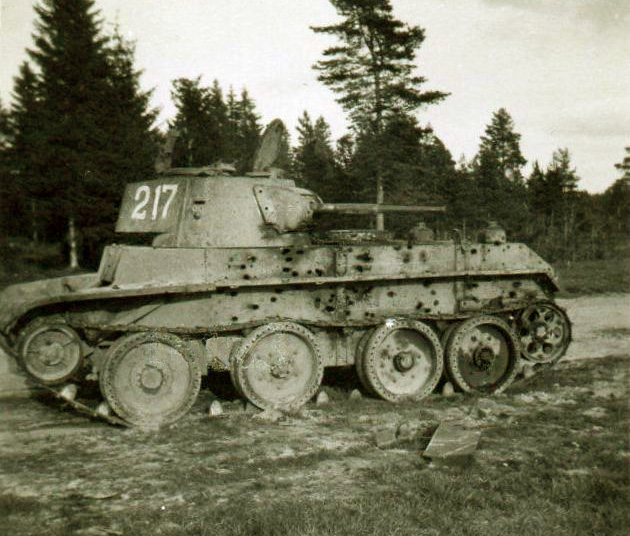
Tanque de caballería soviético BT-7 durante los combates en los alrededores de Moscú

Entró en combate cerca de Daugavpils el 28 de junio de 1941, tras recibir la orden de lanzar un contraataque contra las tropas alemanas que habían capturado la ciudad. Al pasar a la ofensiva, las unidades del cuerpo, en ausencia de apoyo de infantería y aviación, hicieron retroceder al 56.º Cuerpo Panzer alemán entre quince y veinte kilómetros, irrumpieron en Daugavpils y lucharon en las calles de la ciudad durante varias horas. Los tanquistas no pudieron hacerse un hueco en la ciudad, pero la ofensiva alemana en dicha zona se detuvo hasta el 2 de julio.
Durante la batalla, el cuerpo sufrió grandes pérdidas en tanques, pero las tropas alemanas sufrieron pérdidas significativas. Luego, las unidades del cuerpo comenzaron una retirada escalonada, y a mediados de julio de 1941, participaron en un contraataque cerca de Soltsí. En agosto, el cuerpo perdió sus últimos tanques y se disolvió.
A finales de agosto de 1941, fue convocado por Stalin y nombrado jefe de la Dirección de formación y reclutamiento de fuerzas blindadas, y subdirector del GABTU (Dirección principal de blindados del Ministerio de Defensa). Encargado de formar veintidós nuevas brigadas de tanques, un nuevo tipo de formación blindada más pequeñas y manejables, que iban a estar armadas con tanques T-34 y K-V1. En esta posición, tenía bajo su mando a numerosos futuros «líderes» soviéticos de las fuerzas blindadas, como Pável Rótmistrov, Mijaíl Katukov, Alexéi Solomatin, entre otros.

#### Batalla de Moscú
A finales de septiembre, la situación en el sector de Moscú era crítica, la Stavka encargó a Leliushenko la formación de un nuevo 1.er Cuerpo de Fusileros de la Guardia Especial, este cuerpo de ejército incluían dos brigadas de tanques, la 4.º (Mijaíl Katukov) y la 11.º y dos brigadas aerotransportadas que acababan de llegar por aire. Este cuerpo de ejército en realidad, debía formarse tan pronto como fuera posible, cerca de la línea del frente, para defender los accesos al sur de Moscú y específicamente la carretera principal de Orel.
Su propia evaluación fue que las fuerzas del área de retaguardia, como la 36.º Regimiento Motorizado y la Escuela de Artillería de Tula, estarían mejor empleadas para avanzar hacia el avance alemán, recolectando fuerzas en retirada a medida que avanzaban. Esta estrategia fue aprobada y, tras la pérdida de la propia ciudad de Orel, Mtsensk, en el río Zusha, se convirtió en la «línea roja» más allá de la cual la retirada no estaba permitida. El Cuerpo recién formado se desplegó allí el 4 de octubre de 1941.
Si bien la fuerza de bloqueo de Leliushenko no solo era una nueva estructura organizativa sino una compuesta en parte por formaciones recién formadas, sin embargo, algunas de ellas estaban notablemente bien equipadas. Por ejemplo, la 4.ª Brigada de Tanques de Mijaíl Katukov estaba completamente armada con el nuevo tanque T-34, que en ese momento era posiblemente el mejor tanque de batalla que existía.

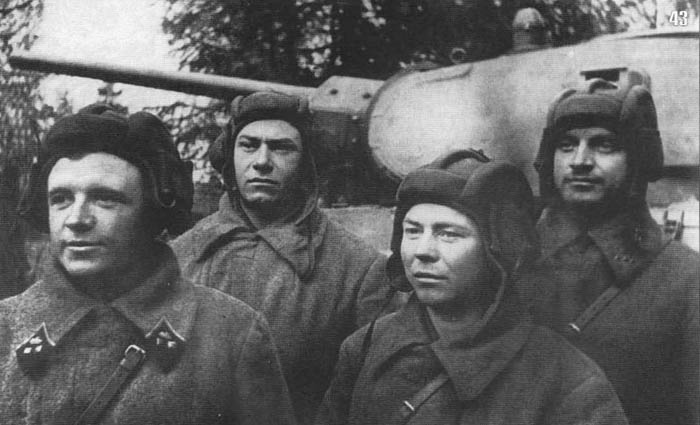
Tripulación del teniente Dmitri Lavrinenko (extremo izquierdo) que combatió bajo las órdenes de Dimitri Leliushenko en octubre de 1941

El cuerpo recién formado tenía la tarea de detener el 2.º Grupo Panzer de Guderian, que había atravesado las defensas soviéticas del Frente de Briansk y avanzaba hacia Orel. Durante nueve días, los soldados del 1.er Cuerpo de Fusileros de la Guardia lucharon heroicamente en los campos de la región de Orel. En las batallas en el área de la ciudad de Mtsensk, los tanquistas de la 4.ª brigada de tanques del coronel Mijaíl Katukov, que formaban parte del cuerpo, se distinguieron especialmente. El avance del enemigo se detuvo. Stalin le agradeció personalmente por esta acción que supuestamente salvó la capital soviética. Las memorias de Guderian señalan que en esta etapa para los alemanes «la perspectiva de rápidas victorias se estaba desvaneciendo».
El 8 de octubre, recibió la orden de asumir el mando del 5.º Ejército, que se suponía que debía mantener las defensas en la región de Mozhaisk, sobre la histórica vía que conduce a Smolensk y a Polonia. Sin embargo, no estuvo al mando del 5.° Ejército durante mucho tiempo: en la batalla del 17 de octubre resultó gravemente herido y fue enviado al hospital en la ciudad de Gorki (actual Nizhni Nóvgorod).
Una vez recuperado, el 18 de noviembre de 1941, fue nombrado comandante del 30.º Ejército del Frente Oeste. Durante la batalla de Moscú el 9 de diciembre de 1941, el ejército de Leliushenko, ubicado en el ala derecha del Frente Oeste, llevó a cabo una tenaz defensa durante la operación defensiva Klin-Solnechnogorsk. Y el 6 de diciembre de 1941, los soviéticos estaban en condiciones de lanzar una fuerte contraofensiva (Véase Contraofensiva soviética del invierno de 1941-1942), con el objetivo de rechazar a las tropas nazis de los alrededores de Moscú. Durante la operación ofensiva Klinsko-Solnechnogorsk, rompiendo la feroz resistencia de las tropas alemanas, cortaron el ferrocarril Moscú-Klin y luego, aprovechando su éxito, junto con las unidades del 1.er Ejército de Choque bloqueó una gran agrupación de tropas enemigas en el área de Klin. Aumentando el ritmo de la ofensiva, ya el 15 de diciembre de 1941, unidades de los ejércitos de choque 30.º y 1.º con un golpe por ambos flancos ocuparon la ciudad, infligiendo grandes pérdidas a dos divisiones motorizadas y una de tanques alemanas.
A lo largo de 1942, al frente del 30.º Ejército, participó en la batalla de Rzhev. En enero-abril de 1942, el ejército libró intensas batallas ofensivas en el curso de la primera Ofensiva de Rzhev-Vyazemsk. Durante la operación ofensiva Rzhev-Sycheventre, entre julio y octubre de 1942, el ejército bajo el mando de Leliushenko con gran dificultad «mordió» la defensa alemana, moviéndose lentamente hacia Rzhev. Aunque logró romper la primera línea de defensa, pero en batallas posteriores, las tropas sufrieron graves pérdidas y no pudieron cumplir con la misión asignada. Rzhev no fue ocupada, aunque partes del ejército llegaron a sus afueras y en el curso de un feroz asalto se precipitaron hacia la ciudad varias veces, pero cada vez fueron rechazadas por el enemigo con fuertes pérdidas.

#### Batalla de Stalingrado

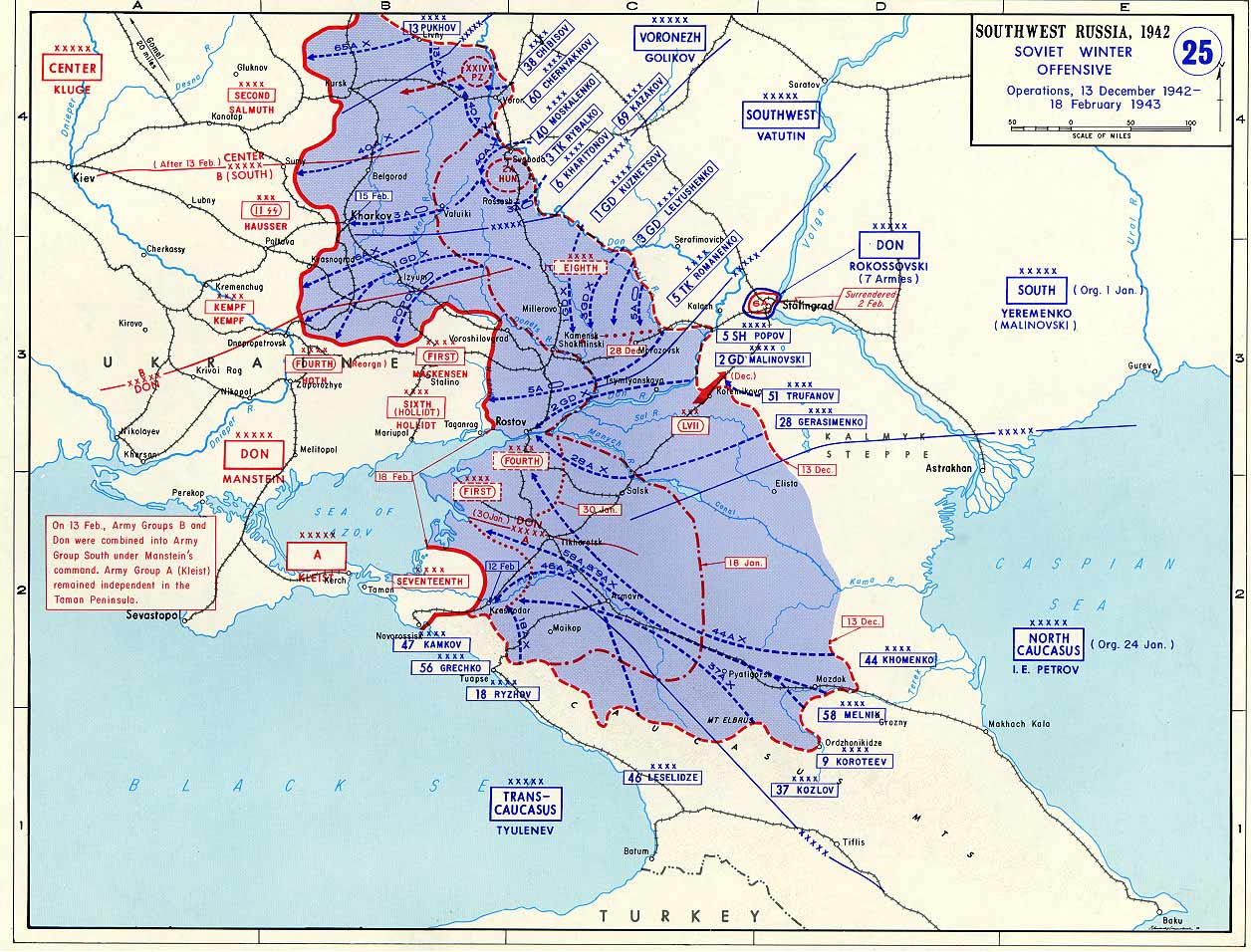
Avance general del Ejército Rojo en el Cáucaso hacia Ucrania durante la Operación Saturno

En noviembre de 1942 fue nombrado comandante del 1.er Ejército de Guardias del Frente Suroeste, liderado por el general Nikolai Vatutin. Durante la Operación Urano, al norte de Stalingrado, partes del ejército rompieron las defensas alemanas y crearon un frente externo para rodear al sexto ejército alemán.
El 5 de diciembre de 1942, el 1.er Ejército de Guardias se dividió, y su ala izquierda pasó a llamarse 3.er Ejército de Guardias del Frente Suroeste, con dicho ejército Leliushenko participó en la Operación Pequeño Saturno. Esta operación consistió en un movimiento de pinza que amenazaba con cercar las fuerzas de alivio alemanas enviadas para auxiliar al 6.º Ejército alemán cercado en Stalingrado (véase Operación Wintergewitter) y aislar a las fuerzas alemanas en el Cáucaso. El 1.er Ejército de Guardias ahora al mando del teniente general Vasili Kuznetsov y el 3.er Ejército de Guardias del teniente general Lelushenko atacaron desde el norte contra las posiciones ocupadas, al otro lado del río Don, por el 8.º Ejército Italiano, rodeando a 130.000 soldados italianos en el Don y avanzando hacia Millerovo. Los italianos resistieron el ataque soviético durante casi dos semanas, aunque superados en número por 9 a 1 en algunos sectores, pero con enormes pérdidas. Manstein envió a la 6.º División Panzer en ayuda de los italianos: de las 130.000 tropas rodeadas, solo 45.000 sobrevivieron después de sangrientos combates para unirse a los Panzer en Chertkovo el 17 de enero.
Después de destruir al 8.º Ejército italiano, el 1.er y el 2.º Ejércitos de Guardias continúan su avance hacia el suroeste, en dirección a Millerovo, primero y después hacia Voroshilovgrad y luego se dirigirían al sur, al mar de Azov para rodear a los Grupos de Ejércitos A y del Don. En el curso de esta operación el 24.º Cuerpo de Tanques al mando de Vasili Baranov perteneciente al 3.er Ejército de Guardias de Leliushenko, realizó una incursión profunda en la retaguardia del frente alemán, en dirección a Morozovsk, al este de Tatsinskaya. La incursión tenía como objetivo el aeródromo de la Luftwaffe en Tatsinskaya, desde donde se llevaba a cabo una gran parte del puente aéreo de socorro de Stalingrado. En Nochebuena, el 24 de diciembre de 1942, capturaron el aeródromo destruyendo en el proceso unos 300 aviones alemanes, aunque las cifras alemanas reducen esta cantidad a unos setenta y dos aviones perdidos (véase Batalla de Tatsinskaya).
Por su participación en la Batalla de Stalingrado y en la segunda ofensiva de invierno soviética, recibió la Orden de Suvórov, de 1.er grado.

#### Ofensivas en Ucrania

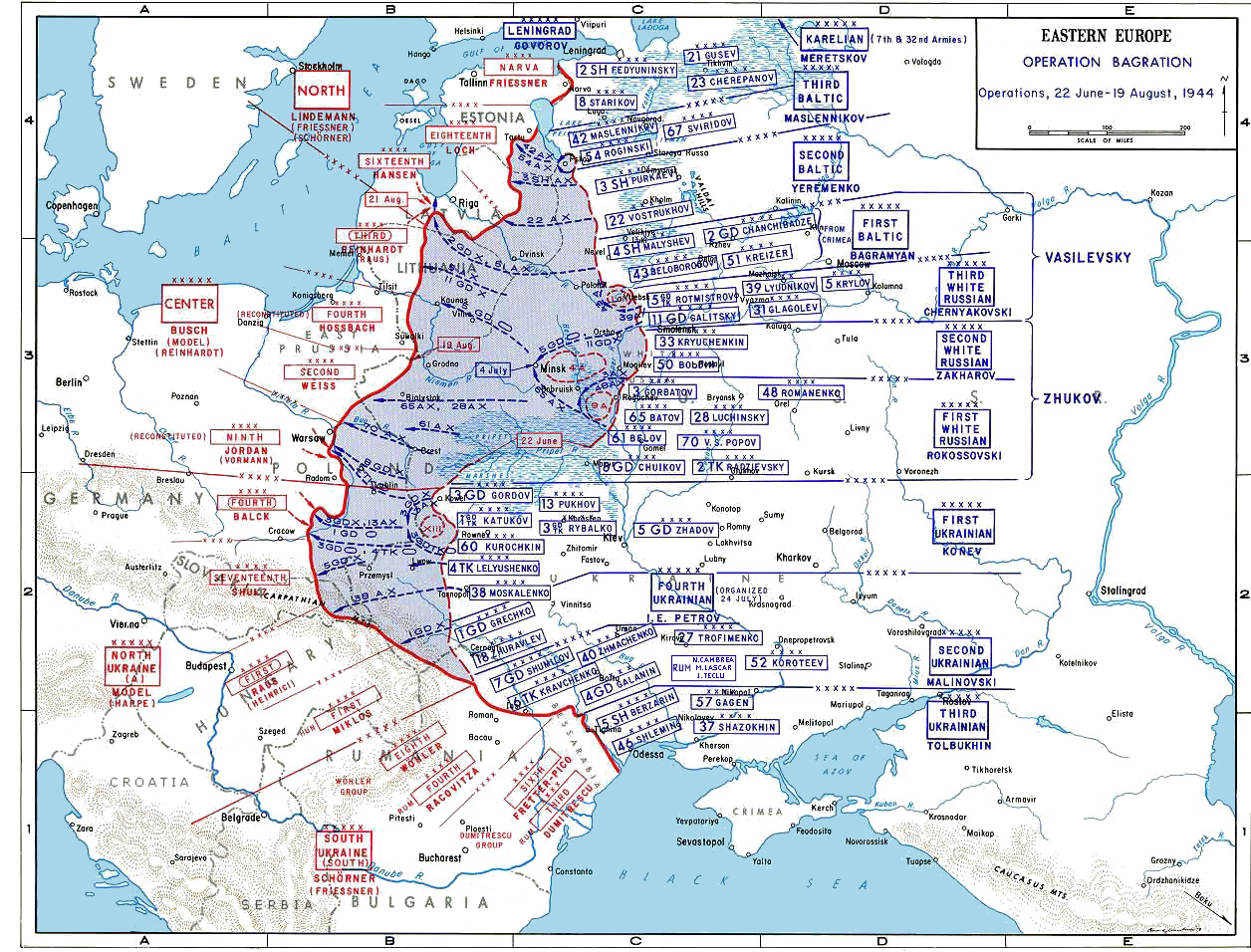
Mapa de la Operación Bagration; Al sur, los avances durante la ofensiva de Leópolis-Sandomierz

Luego, el ejército libró intensas batallas defensivas durante la tercera batalla de Járkov durante la cual, el 18 de marzo de 1943, resultó gravemente herido nuevamente. Durante su ausencia, el ejército fue comandado temporalmente por su jefe de Estado Mayor, el mayor general Georgi Jetagurov.
En agosto de 1943, regresó al servicio y nuevamente asumió el mando del 3.º Ejército de Guardias. Como parte del frente sudoeste, posteriormente renombrado como Cuarto Frente Ucraniano, dirigió al ejército en la Ofensiva del Dniéper-Cárpatos (24 de diciembre de 1943 - 17 de abril de 1944), principalmente en las operaciones ofensivas de Donbass, Zaporozhye y Níkopol-Krivói Rog. Tras está ofensiva el Ejército Rojo desalojó a las fuerzas alemanas y a sus aliados rumanos y húngaros de la mayoría de los territorios de Ucrania y Moldavia, alcanzando la frontera con Rumanía.
El 29 de marzo de 1944, asumió el mando del 4.º Ejército de Tanques, que, como parte del 1.º Frente Ucraniano (comandado por el Mariscal de la Unión Soviética Gueorgui Zhúkov) participó en la Ofensiva Leópolis-Sandomierz (13 de julio - 29 de julio de 1944), en el curso de esta ofensiva el 4.º Ejército de Tanques en cooperación con el 3.º Ejército de Tanques de la Guardia de Pável Rybalko avanzó contra el Grupo de Ejércitos Ucrania Norte alemán. El 27 de julio, dos semanas después de iniciada la ofensiva, estas fuerzas tomaron Lvov y el ejército de Leliushenko cubrió posteriormente 200 kilómetros hacia la cabeza de puente del Vístula a mediados de agosto. Sin embargo, las bajas fueron muy altas y el Ejército tuvo que ser retirado del frente para reequiparse. No volverían a combatir hasta el año siguiente.
Posteriormente, participó en la Batalla del paso de Dukla y en la Ofensiva del Vístula-Óder (12 de enero - 2 de febrero de 1945). Por sus sobresalientes éxitos en combate y el heroísmo masivo del personal a sus órdenes, el ejército, en marzo de 1945, recibió el rango de Guardias y pasó a llamarse 4.º Ejército de Tanques de Guardias. El propio comandante del ejército fue galardonado con el título de Héroe de la Unión Soviética por sus excelentes acciones en estas operaciones por el Decreto del Presídium del Sóviet Supremo de la URSS del 6 de abril de 1945.

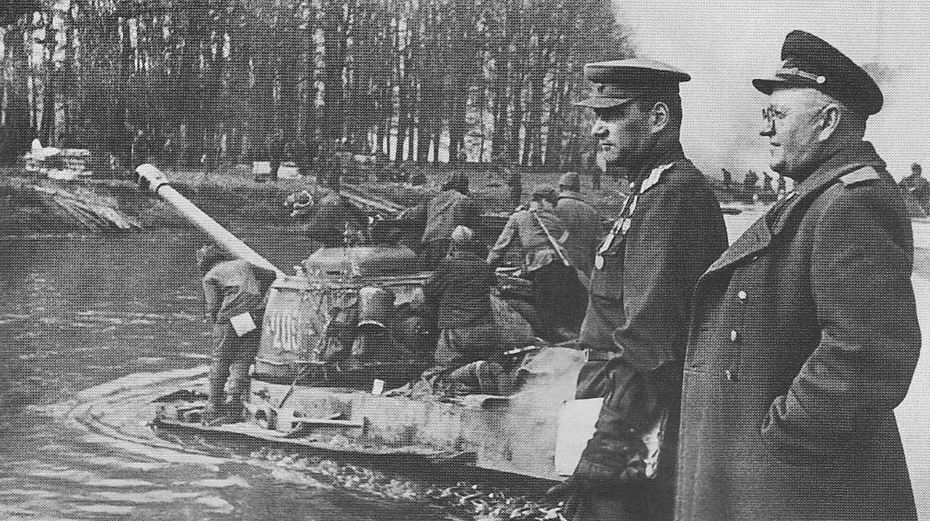
Una unidad blindada soviética cruza el Spree en su camino a Berlín

#### Batalla de Berlín
En las primeras horas del amanecer del 16 de abril, el Primer Frente Ucraniano del mariscal Kónev iniciaba, con una poderosa barrera de artillería, el cruce de los ríos Nisse y Óder, dando inicio así a la Batalla de Berlín, en un principio el cometido de las tropas de Kónev era secundario, debían avanzar hacia el río Elba y tomar contacto con el Primer Ejército de Estados Unidos, un segundo ataque más al sur, con los 52.º Ejército al mando del coronel general Konstantín Korotéiev y el 2.do Ejército polaco del teniente general Stanisław Popławski, debía avanzar hacia el suroeste en dirección a Dresde.
Al contrario que las tropas del Primer Frente Bielorruso de Zhukov, que estaban estancadas en duros combates en los altos de Seelow (véase Batalla de las Colinas de Seelow), las tropas bajó el mando de Kónev, rompieron rápidamente las débiles líneas de defensa del 4.º Ejército Panzer y avanzaron profusamente en la retaguardia alemana. Al día siguiente (17 de abril) unidades de vanguardia de sus dos ejércitos blindadosː el 3.er Ejército de Tanques de Pável Rybalko y el 4.º Ejército de Tanques de Leliushenko comenzaron a vadear el río Spree. En ese punto Stalin dío permiso a Kónev para dirigir sus dos ejércitos blindados hacia el norte, en dirección a Berlín, para apoyar a las tropas de Zhúkov que seguían combatiendo en la zona de Seelow.

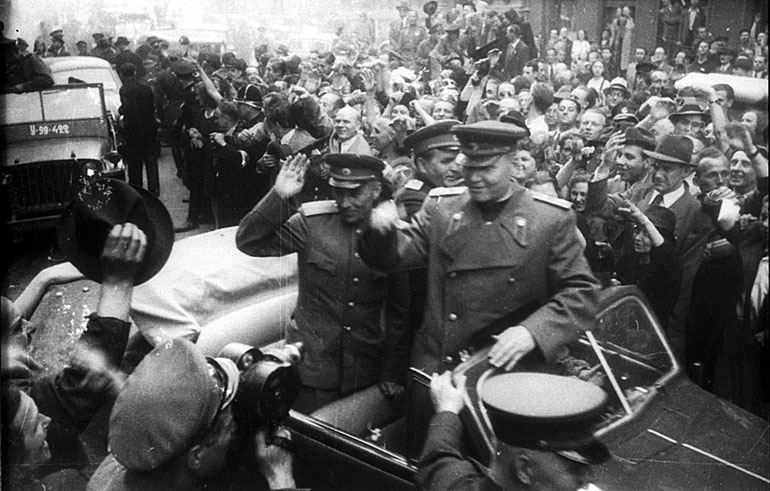
Mariscal Iván Kónev, comandante del 1er Frente Ucraniano, siendo aclamado por la población civil tras liberar Praga

El 18 de abril el 3.º y el 4.º Ejército de Tanques del Primer Frente Ucraniano comenzaron un imparable avance en dirección a los suburbios del sur y del oeste del Berlín, cercando en el proceso a la mayor parte del 9.º Ejército alemán de Theodor Busse entre el Óder y los ejércitos acorazados soviéticos. El 20 de abril el 3.er Ejército de Tanques de Pável Rybalko, tomaba el antiguo cuartel general del estado mayor alemán, OKH, en Zossen a solo 30 km al sur de Berlín. El día 22 las unidades de vanguardia de Kónev alcanzaban los barrios del sur de Berlín y comenzaban a avanzar hacia Potsdam y completar el cerco de la capital nazi. Finalmente el día 24, la vanguardia del 8.º Ejército de Guardias del coronel general Vasili Chuikov se encontró con un unidad del 3.er Ejército de Tanques de Pável Rybalko, cerca del aeropuerto de Schönefeld, en el borde suroriental de la capital alemana, completando el cerco de Berlín.
Inmediatamente después de la captura de Berlín, Dimitri Leliushenko y su ejército de tanques se encargaron del asalto a la ciudad de Praga, que se había alzado en armas contra los ocupantes nazis (véase Batalla de Praga). A las 3 a. m. del 9 de mayo, las puntas de lanza del 4.º Ejército de tanques de Dimitri Leliushenko penetraron en Praga por el noroeste; unas horas más tarde se le unían las vanguardias del 3.er Ejército de Tanques (Pável Ribalko). A las 10 a. m. las tropas del Primer Frente Ucraniano de Kónev comenzaron sistemáticamente a limpiar la ciudad de las últimas tropas alemanas.
El 10 de mayo, unidades del Segundo Frente Ucraniano al mando del mariscal Rodión Malinovski y del Cuarto Frente Ucraniano de Andréi Yeriómenko, penetraron en la ciudad desde el este y el sur, cercando en una gran bolsa a la mayor parte del 1.er Ejército Panzer alemán de Walther Nehring. Posteriormente tropas soviéticas avanzaron hacia el oeste en persecución de las tropas alemanas que habían escapado del cerco.
El 11 de mayo, el combate acabó cuando las fuerzas soviéticas penetraron por toda la ciudad y precipitaron la rendición de las tropas alemanas, que no habían podido escapar del cerco. Solo unos pocos miles de los 600.000 soldados del Grupo de Ejércitos Centro alemán alcanzaron las líneas del Tercer Ejército de los Estados Unidos del general George Patton la abrumadora mayoría de ellos tuvieron que rendirse a los soviéticos. Esta fue la última acción de combate que vio durante la guerra.
Ese mismo día, elementos de vanguardia del 4.º Ejército de Tanques establecieron contacto con el Tercer Ejército estadounidense al este de Pilsen, lo que supuso el fin efectivo de los combates en Europa.

### Período de posguerra

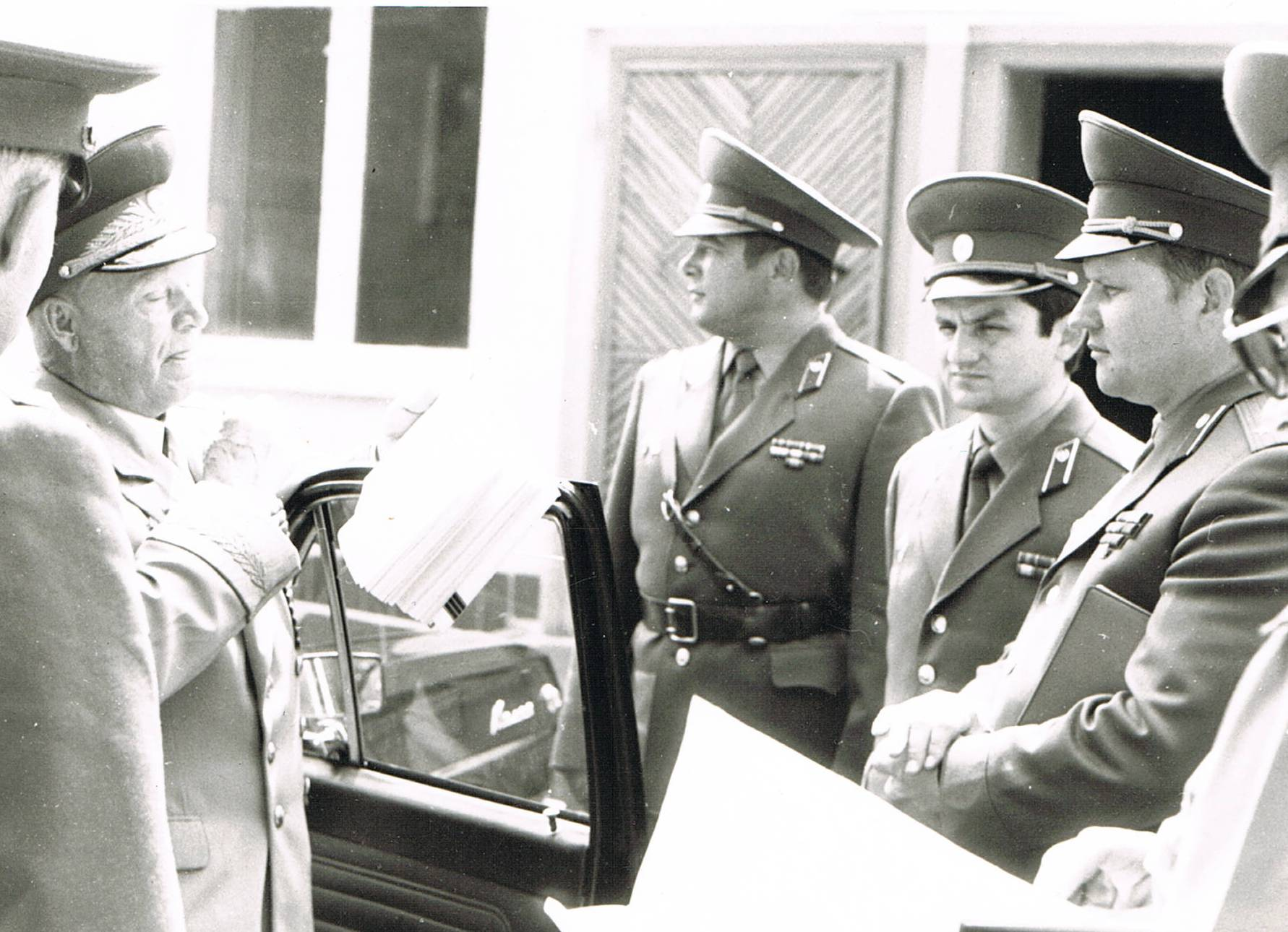
El comandante Leliushenko visitando el 81.º regimiento de fusileros de la guardia en Eberswalde, Alemania 1984

Al final de la Segunda Guerra Mundial, continuó al mando del 4.º Ejército de Tanques de Guardias, que pasó a formar parte del Grupo de Fuerzas Central. Desde octubre de 1946, fue comandante del 4.º Ejército Mecanizado de Guardias. De agosto de 1947 a abril de 1948 se desempeñó como comandante de las fuerzas blindadas y mecanizadas del Grupo de Fuerzas Soviéticas en Alemania.
En 1949 se graduó con una medalla de oro de la Academia Militar del Estado Mayor de las Fuerzas Armadas de la URSS. Desde marzo de 1950 hasta abril de 1953, fue comandante del 1.er Ejército Independiente Bandera Roja en el Lejano Oriente. Desde julio de 1953 fue el primer subcomandante de las tropas del Distrito Militar de los Cárpatos, y desde noviembre del mismo año comandó el 8.º Ejército de Tanques en el mismo distrito. Desde enero de 1956, comandó las tropas soviéticas acantonadas en el Distrito Militar del TransBaikal, y desde enero de 1958, el Distrito Militar de los Montes Urales. En 1959 se le concedió el rango de general del ejército.
Del 26 de mayo de 1960 al 9 de junio de 1964, ejerció como Presidente del Comité Central de la sociedad paramilitar DOSAAF, la «Sociedad Voluntaria de Ayuda al Ejército, Fuerza Aérea y Marina» (en ruso: 'ДОСААФ', Добровольное Общество Содействия Армии, Авиации и Флоту). Durante varios años fue miembro del consejo editorial de la Revista de historia militar. En junio de 1964, fue nombrado inspector asesor del Grupo de Inspectores Generales del Ministerio de Defensa de la URSS.
Fue diputado de las I, V y VI convocatorias del Sóviet Supremo de la Unión Soviética(1938-1946, 1958-1962, 1962-1966) y diputado de la III Convocatoria del Soviet Supremo de la RSFS de Rusia (1951-1955). Falleció el 20 de julio de 1987 a los 87 años, en Moscú, y fue enterrado en el cementerio de Novodévichi de la capital moscovita.
Fue nombrado Ciudadano honorario de las ciudades de Sverdlovsk (1979), Mozhaisk (1941), situada en el óblast de Moscú, y Slavyansk (1967) en el óblast de Donetsk, en la parte oriental de Ucrania.

## Ascensos
- Mayor (25 de diciembre de 1935)
- Coronel (29 de octubre de 1939)
- Kombrig (1 de abril de 1940)
- Mayor general (6 de abril de 1940)
- Teniente general (2 de enero de 1942)
- Coronel general (11 de mayo de 1944)
- General del ejército (8 de mayo de 1959).[17]

## Ensayos y artículos
Dimitri Leliushenko es autor de varios libros y artículos sobre su experiencia en la Segunda Guerra Mundial
- Leliushenko D. Dimitri. Moscú - Stalingrado - Berlín - Praga. Notas del comandante del ejército. - Moscú: Nauka, 1987.[18]
- Leliushenko D. Dimitri Amanecer de la victoria. - M.: Military Publishing, 1966. - (Memorias militares). - 144 p.
- Leliushenko D. Dimitri. Mariscal de la Unión Soviética Kostantín. K. Rokossovsky (Con motivo de su 90 cumpleaños). // Revista de historia militar. - 1986. - No. 12. - P.53-58.

## Condecoraciones
A lo largo de su dilatada carrera militar recibió las siguientes condecoraciones
Unión Soviética
- Héroe de la Unión Soviética, dos veces (7 de abril de 1940, 6 de abril de 1945)
- Orden de Lenin, seis veces (7 de abril de 1940; 2 de enero de 1942; 21 de febrero de 1945; 1 de noviembre de 1961; 30 de octubre de 1981; 31 de octubre de 1986)
- Orden de la Revolución de Octubre (2 de noviembre de 1971)
- Orden de la Bandera Roja, cuatro veces (15 de enero de 1940; 25 de julio de 1941; 3 de noviembre de 1944; 20 de junio de 1949)
- Orden de Suvórov de 1.er grado, dos veces (28 de enero de 1943; 29 de mayo de 1945)
- Orden de Kutúzov de 1.er grado, dos veces (17 de septiembre de 1943; 25 de agosto de 1944)
- Orden de Bogdán Jmelnitski de 1.er grado (19 de marzo de 1944)
- Orden de la Guerra Patria de 1.er grado (11 de marzo de 1985)
- Orden del Servicio a la Patria en las Fuerzas Armadas de 3.er grado (30 de abril de 1975)
- Medalla de veterano de las Fuerzas Armadas de la URSS
- Medalla del 20.º Aniversario del Ejército Rojo de Obreros y Campesinos
- Medalla del 30.º Aniversario de las Fuerzas Armadas de la URSS
- Medalla del 40.º Aniversario de las Fuerzas Armadas de la URSS
- Medalla del 50.º Aniversario de las Fuerzas Armadas de la URSS
- Medalla del 60.º Aniversario de las Fuerzas Armadas de la URSS
- Medalla del 70.º Aniversario de las Fuerzas Armadas de la URSS
- Medalla Conmemorativa por el Centenario del Natalicio de Lenin
- Medalla por la Defensa de Moscú
- Medalla por la Defensa de Stalingrado
- Medalla por la Conquista de Berlín
- Medalla por la Liberación de Praga
- Medalla por la Victoria sobre Alemania en la Gran Guerra Patria 1941-1945
- Medalla Conmemorativa del 20.º Aniversario de la Victoria en la Gran Guerra Patria de 1941-1945
- Medalla Conmemorativa del 30.º Aniversario de la Victoria en la Gran Guerra Patria de 1941-1945
- Medalla Conmemorativa del 40.º Aniversario de la Victoria en la Gran Guerra Patria de 1941-1945

Otros países
- Héroe de la República Socialista de Checoslovaquia (30 de abril de 1970)
- Orden de Klement Gottwald (Checoslovaquia)
- Orden del León Blanco de 2.do grado "Por la Victoria" (Checoslovaquia)
- Orden Virtuti Militari de 2.do y 3.er grado (Polonia)
- Orden de la Cruz de Grunwald de 3.er grado (Polonia)
- Orden Polonia Restituta de 3er grado (Polonia)
- Orden al Mérito de la Patria de 1.er grado (RDA)
- Medalla por el fortalecimiento de la amistad en armas de 1.er grado (Checoslovaquia)
- Medalla de la Victoria y la Libertad 1945 (Polonia)
- Medalla por el Oder, Neisse y el Báltico (Polonia)
- Orden al Mérito Militar (Mongolia)
- Medalla del 50.º aniversario de la Revolución Popular de Mongolia (Mongolia)
- Medalla del 50.º aniversario del Ejército Popular de Mongolia (Mongolia)